# Andrei Iovian
Andrei Iovian (n. 1868, Sânmihaiu Deșert - d. 3 iunie 1920, Gârbou) a fost un protopop român și delegat din partea Protopopiatului Ciachi-Gârbău, la Marea Adunare Națională de la Alba Iulia din 1 decembrie 1918.